# Heinrich Wilhelm Muzell
Il barone Heinrich Wilhelm Muzell, noto anche con il nome di Philipp von Stosch (Berlino, 14 aprile 1723 – Berlino, 9 dicembre 1782), è stato un ufficiale, diplomatico e collezionista prussiano.

## Biografia
Muzell è stato figlio di Friedrich Hermann Ludwig Muzell (1684-1753), professore e corettore del ginnasio Joachimsthal a Berlino, e di Louise Hedwig Stosch (1692-1748), sorella minore del famoso antiquario e collezionista Philipp von Stosch. Ebbe un fratello maggiore, Friedrich Ludwig Hermann Muzell (1716-1784), noto soprattutto come medico personale di Federico II di Prussia. Della sua infanzia si possiedono poche e contraddittorie notizie. Carlo Denina sostiene che fin da giovane Muzell era dotato di un "esprit de libertinage". Il conte Ernst Ahasverus Heinrich von Lehndorff asserisce che egli, non riuscendo a diventare ufficiale nel reggimento Hacke dell'esercito prussiano, passò al servizio della Francia. Nel 1756 si trasferì a Firenze nella casa dello zio, Philipp von Stosch, nel quartiere di Santa Croce. I fiorentini lo ribattezzarono ben presto lo "Stoschino". A Roma nella primavera del 1757 conobbe, tramite lo zio, il cardinale Alessandro Albani, di cui divenne un affezionato corrispondente. Durante tale soggiorno nella capitale pontificia fece la conoscenza anche dello storico dell'arte prussiano Johann Joachim Winckelmann, di cui divenne uno dei più stretti amici e uno dei più solerti corrispondenti. Alla morte dello zio nel 1757, per espressa volontà testamentaria, ereditò tutte le sue raccolte ed anche il suo nome. La mancanza di denaro liquido lo costrinse a progettare l'alienazione di gran parte delle collezioni ereditate. Su suggerimento del cardinale Albani, Muzell predispose i cataloghi di tali raccolte per facilitarne la vendita. Dopo aver commissionato la stesura e la stampa dell'inventario della biblioteca, affidò a Winckelmann la redazione e la pubblicazione del catalogo delle collezioni di cammei e intagli dello zio. Dal settembre 1758 all'aprile 1759 lo storico dell'arte si trattenne a Firenze per lavorare a tale opera, la quale uscì nel 1760 a Firenze con il titolo Description des Pierres gravés du feu Baron de Stosch. Muzell entrò in stretti rapporti d'amicizia con il ministro britannico presso la corte di Firenze Horace Mann, il quale gli fornì una lettera di raccomandazione per Horace Walpole. Alla fine del maggio 1760 iniziò un lungo viaggio che lo portò dapprima in Francia e dal luglio in Inghilterra, rimanendovi fino all'agosto 1761. In tale lasso di tempo non solo imparò l'inglese, ma fece anche delle ottime conoscenze che gli permisero il 16 aprile 1761 di essere eletto membro onorario della Society of Antiquaries. Dopo aver fatto brevemente ritorno a Firenze tra la fine del 1761 e l'inizio del 1762, accompagnò poi a Costantinopoli l'ambasciatore britannico Henry Grenville, il quale era incaricato della missione diplomatica, concertata dai governi di Londra e di Berlino, di indurre la Russia ad attaccare l'Austria. Muzell rientrò in Italia nel novembre 1763 per un breve soggiorno. Nell'estate del 1764 era già ritornato a Costantinopoli. Alla fine del 1765, con la conclusione dell'ambasciata di Grenville, Muzell fece definitivamente rientro in Europa. L'anno successivo vendette per 30.000 talleri gran parte della collezione di cammei e intagli a Federico II di Prussia, il quale gli concesse anche un vitalizio di 400 talleri. La raccolta di zolfi fu invece acquistata dall'incisore di gemme scozzese James Tassie, mentre quella dei manoscritti fu in parte comperata dal cardinale Domenico Passionei per la Biblioteca Vaticana e in parte messa all'asta a Firenze, assieme ai libri a stampa. Nel 1766 fece definitivamente ritorno a Berlino, dove trascorse il resto della sua vita. All'incirca nello stesso periodo Muzell diventò segretario di George Keith, noto come Milord Maréchal (1686-1778). Alla morte del diplomatico d'origine scozzese ereditò gran parte delle sue carte. Secondo alcune fonti non si sposò mai. Conobbe il principe Enrico di Prussia, fratello di Federico II di Prussia, di cui divenne cortigiano, frequentando la sua corte nel castello di Rheinsberg. Anche a Berlino il suo rapporto con Winckelmann rimase molto saldo. A suffragare tale relazione lo storico dell'arte gli dedicò le Anmerkungen über die Geschichte der Kunst des Alterthums, apparse nell'autunno 1767. Anche dopo la morte di Winckelmann (1768), Muzell si prodigò nella difesa della memoria dell'amico, cercando di stampare alcuni dei suoi scritti. Nel 1781 fece pubblicare dal famoso editore illuminista berlinese Friedrich Nicolai una edizione di tutte le lettere ricevute dallo storico dell'arte. 
Quando Nicolai venne a sapere che Gotthold Ephraim Lessing era occupato nei preparativi per il suo viaggio in Italia gli scrisse (6 dicembre 1768) che Muzell era disposto a procurargli delle lettere commendatizie per il cardinale Albani e per altri eruditi italiani. Il 20 dicembre 1768 Lessing rispose: "Hrn. Muzell-Stosch bin ich für sein gültiges Anerbieten verbunden. Sagen Sie ihm nur, daß ich es mir zu Nutze machen und ihm selbst melden wollte, wohin ich seine Empfehlungschreiben haben möchte, die zu alt werden könnten, wenn ich sie gleich mitnehmen wollte. Ihnen aber nur gleich die Wahrheit zu sagen: so denke ich keinen Gebrauch davon zu machen. Ich mag keine Bekanntschaften in Rom, als die ich mir zufälliger Weise selbst mache".